# Fuenteguinaldo
Fuenteguinaldo és un municipi de la província de Salamanca, a la comunitat autònoma de Castella i Lleó. Limita al Nord amb Ituero de Azaba, al Nord-est amb El Bodón, al Sud-est amb Robleda, al Sud amb Peñaparda i El Payo, al Sud-oest amb Casillas de Flores i a l'Oest amb Puebla de Azaba.